# Санни (певица, 1989)
Сьюзен Сунгю Ли (род. 15 мая 1989 года, более известная как Санни) — южнокорейская певица и ведущая, участница гёрл-группы Girls’ Generation и её юнита Girls’ Generation — Oh!GG.

## Биография
Санни родилась 15 мая 1989 года в Ориндже, США. У неё есть две старшие сестры (разница в возрасте 15 и 13 лет соответственно), и они отмечают день рождения в один день. Отец Санни — родной брат Ли Су Мана, основателя SM Entertainment. Во время войны в Персидском заливе (1990—1991), семья Санни переехала в Кувейт, однако через некоторое время вернулась обратно в Корею; в результате жизни в военных условиях Санни страдает акустикофобией.
В 1998 году, когда Санни было 11 лет, она прошла прослушивание в SM Entertainment, где стажировалась в течение пяти лет, прежде чем перейти в агентство Starworld, чтобы дебютировать в дуэте Sugar; в начале 2007 года японская певица Ли Аюми убедила девушку вернуться в SM.

## Карьера

### 2007—12: Начинания в карьере

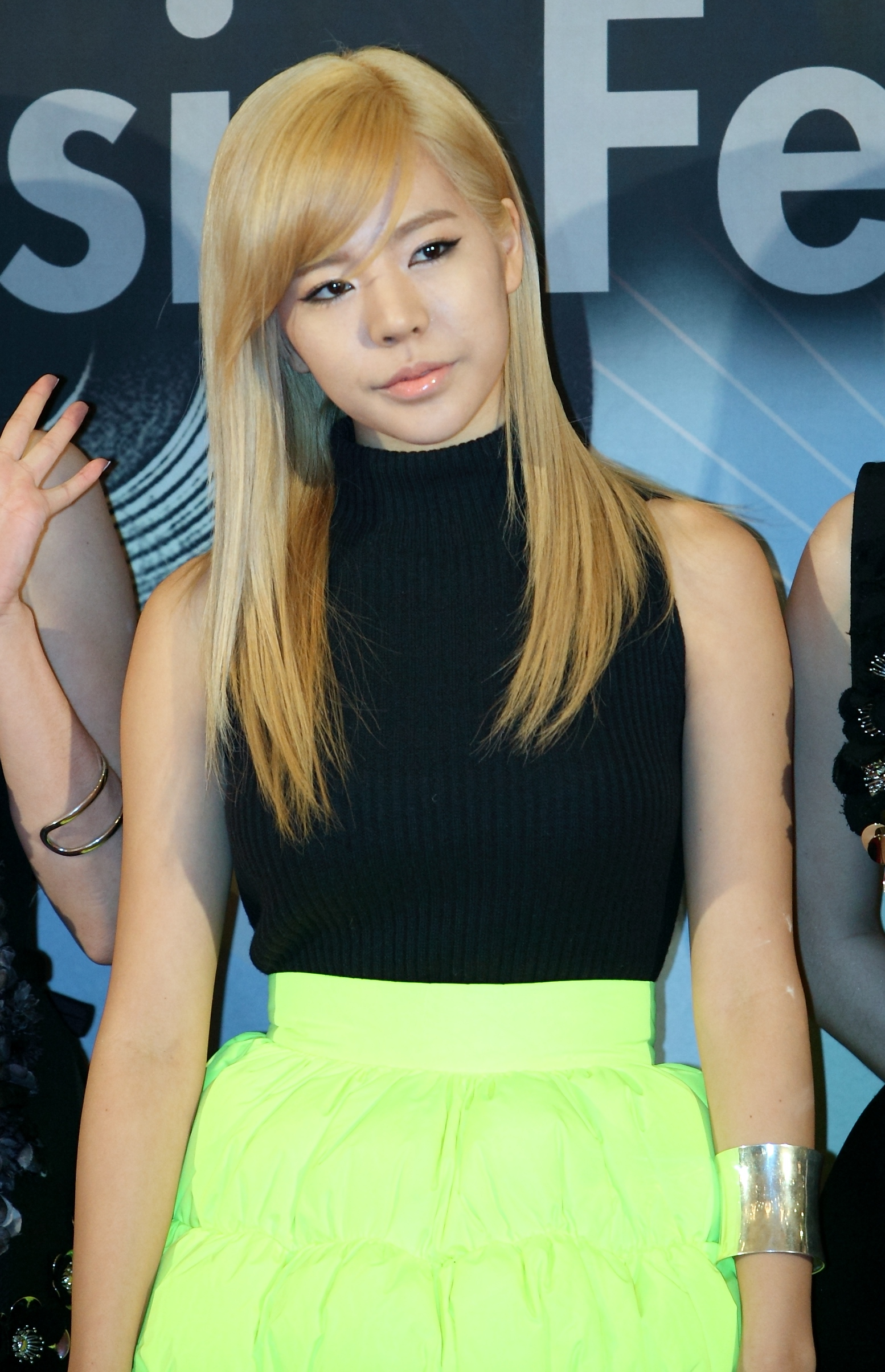
Санни на церемонии Melon Music Awards, 2010 год

5 августа 2007 года Girls’ Generation дебютировали с синглом «다시 만난 세계 (Into the New World)»; Санни также стала одной из участниц группы, простажировавшись в агентстве несколько месяцев. В начале 2008 года Ли стала соведущей Сонмина (Super Junior) на Melon Chunji Radio. В августе она записала саундтрек «You Don’t Know About Love» для дорамы «Работающая мама». 13 ноября в Корее вышел первый интерактивный фильм «История вина», специально для него Ли также записала песню «Finally Now». В сентябре 2009 года состоялась премьера дорамы «Точный пас», для которой Санни записала саундтрек «It’s You» совместно с Тхэён. В том же году вместе с Хёнчжуном (SS501) и Сылоном (2AM) она стала ведущей программы «М».
В марте 2010 года Санни выпустила саундтрек «Your Doll» для дорамы «О, моя леди!», который стал первой сольной её песней, попавшей в Gaon Digital Chart (88 место). В мае стало известно, что она станет постоянной участницей первого сезона шоу «Непобедимая молодёжь» вместе с Юри. Позднее она вновь вернулась на шоу в качестве участницы второго сезона, который покинула в июле 2012 года.
В январе 2012 года Санни впервые стала актрисой озвучивания в мультфильме «Пушистые против Зубастых», где она озвучила Миранду. В марте она была назначена ведущей шоу «Музыкальный остров» на MTV. Она также выпустила две песни: «I Love You, I Love You» с Мирё (Brown Eyed Girls) для её дебютного мини-альбома, и «It’s Me» с Луной для дорамы «Для тебя во всём цвету».

### 2013 — настоящее время: Роли в мюзиклах, саундтреки и телешоу

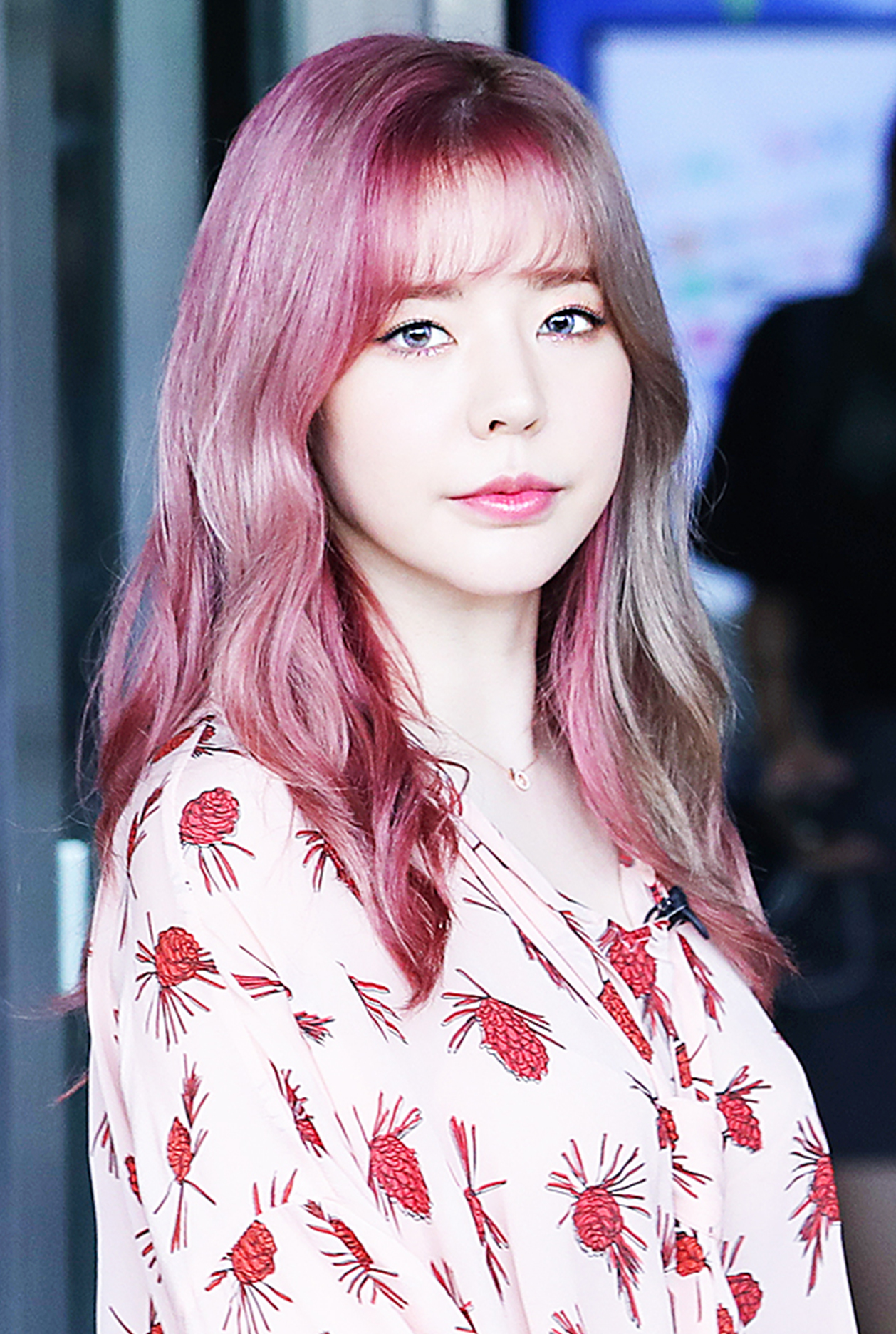
Санни направляется на съёмку шоу «Счастливы вместе», июль 2017 года

В период с 2012 по 2013 год Санни участвовала в своём первом мюзикле «Поймай меня, если сможешь», основанном на истории жизни Фрэнка Абигнейла. В июне 2013 года она выпустила песню «The 2nd Drawer» для дорамы «Класс королевы». В марте 2014 года она вновь вернулась к озвучиванию мультфильмов; новым проектом стала картина «Рио 2». В мае стало известно, что Санни будет ведущей радио FM Date. В июне она также получила главную женскую роль в мюзикле «Поющие под дождём», основанном на одноимённом фильма 1952 года. В ноябре она приняла участие в специальном проекте Хван Сон Чжэ, и исполнила песню «First Kiss». В том же году она стала одной из участниц реалити-шоу «Соседи».
В апреле 2015 года инди-группа Roof Top House выпустила дебютный сингл «Heart Throbbing», и Санни была приглашённой исполнительницей. С августа по октябрь она была соведущей ток-шоу «Шопоголики». В марте 2016 года Санни стала одной из судей шоу «Битва вокалистов: Голос бога». Она также стала одной из ведущих корейско-китайского шоу «Звёздное пришествие».
Летом 2017 года Санни стала участницей шоу «Проект: снежный мячик», её партнёром стал Генри (Super Junior-M); осенью они выпустили сингл специально для программы. В августе Girls’ Generation вернулись на сцену, чтобы отпраздновать 10-летие со дня дебюта, однако промоушен был завершён через неделю, и в октябре стало известно, что Тиффани, Суён и Сохён не продлили контракты с SM, и будущее продвижение коллектива стояло под вопросом, несмотря на заявление агентства о том, что группа не распадается. Почти год спустя, в конце августа 2018 года стало известно, что оставшиеся в SM участницы дебютируют в юните Girls’ Generation — Oh!GG 5 сентября. Промоушена не проводилось, однако заранее было отснято реалити-шоу «Девчачий гульбарий». Санни также была участницей шоу «Реальная жизнь мужчины и женщины».
12 мая 2019 года состоялась премьера первого эпизода кулинарного шоу «Должны ли мы поесть курочку?», где Санни была одной из ведущих. В 2021 году у исполнительницы последовало сразу несколько новых шоу: «Красота и роскошь 6», «Острые девочки», «Шоу Панды» и «Легендарный трейни». 5 июля 2022 года состоялась премьера первого эпизода шоу «СоШи ТамТам», приуроченного к 15-летию Girls’ Generation.

## Фильмография
| Год  |   | Русское название         | Оригинальное название      | Роль              |
| ---- | - | ------------------------ | -------------------------- | ----------------- |
| 2008 | с | Бесконечная помолвка     | Unstoppable Marriage       | Камео             |
| 2009 | с | Тэ Хи, Хё Ко, Чжи Хён!   | Tae-hee, Hye-kyo, Ji-hyun! | Камео             |
| 2011 | с | Садзаэ-сан               | Sazae-san: Special 3       | Камео             |
| 2012 | ф | Пушистые против Зубастых | The Outback                | Миранда           |
| 2012 | ф | Это я. Дни юности        | I AM.                      | В роли самой себя |
| 2014 | ф | Рио 2                    | Rio 2                      | Жемчужинка        |
| 2015 | ф | SMTown: Сцена            | SMTown The Stage           | В роли самой себя |

### Мюзиклы
| Год       | Мюзикл                      |
| --------- | --------------------------- |
| 2012—2013 | «Поймай меня, если сможешь» |
| 2014      | «Поющие под дождём»         |
| 2016—2017 | «Мисс Бариста»              |

## Телевизионные программы
| Год             | Программа                          |
| --------------- | ---------------------------------- |
| 2009—2010       | «М»                                |
| 2009—2012       | «Непобедимая молодёжь»             |
| 2012            | «Музыкальный остров»               |
| 2013            | «Настоящие мужчины»                |
| 2014—2015       | «Соседи»                           |
| 2015            | «Шопоголики»                       |
| 2016            | «Звёздное пришествие»              |
| 2016            | «Сильный человек»                  |
| 2017            | «Проект: снежный мячик»            |
| 2017            | «Гиена на клавиатуре»              |
| 2017            | «Человек, который держит собаку»   |
| 2017—2018       | «Я для тебя»                       |
| 2018            | «Реальная жизнь мужчины и женщины» |
| 2018            | «Перевод любви»                    |
| 2018            | «Супермодель 2018»                 |
| 2018            | «Девчачий гульбарий»               |
| 2018—2019       | «Видео звезда»                     |
| 2019            | «Должны ли мы поесть курочку?»     |
| 2021            | «Красота и роскошь 6»              |
| 2021            | «Острые девочки»                   |
| 2021            | «Шоу Панды»                        |
| 2021            | «Легендарный трейни»               |
| 2021—наст.время | «Красота и роскошь 6»              |
| 2022            | «СоШи ТамТам»                      |

## Награды и номинации
| Церемония                | Год  | Номинация                       | Номинируемая работа         | Результат |
| ------------------------ | ---- | ------------------------------- | --------------------------- | --------- |
| Korean Musical Awards    | 2013 | Лучшая новая актриса            | «Поймай меня, если сможешь» | Номинация |
| MBC Entertainment Awards | 2014 | DJ-новичок                      | FM Date                     | Победа    |
| Mnet 20’s Choice Awards  | 2010 | Горячая женская исполнительница | Санни                       | Номинация |
| Musical Awards           | 2012 | Лучшая новая актриса            | «Поймай меня, если сможешь» | Номинация |